# Teatro José León Delestal
El teatro José León Delestal, también conocido como el cine Maripeña o simplemente el Maripeña,  es un cine y teatro ubicado en La Felguera, en el concejo asturiano de Langreo (España). Antes de su rehabilitación era el mayor cine de Asturias. Por su relevancia histórica se encuentra en el Inventario Cultural del Principado.

## Historia
En 1964 se inaugura una gran sala de proyecciones bajo el nombre de cine Maripeña con la película "La leyenda de Buda", adosada a un complejo de cinco torres de viviendas diseñadas por el catalán Antonio Marsá Prat. Su nombre se debió a la hija del constructor que llevó a cabo el proyecto, de la empresa SETSA (Santa Eulalia De Turiellos SA). La explotación de la sala era competencia de la empresa Pesquera.
El cine tenía capacidad para más de 1.100 espectadores con lo cual se convertiría en el de mayor aforo de Asturias. Durante los años sesenta hospeda proyecciones del Festival Internacional de Cine de La Felguera, hoy desaparecido. En 1971 el cine alberga el estreno mundial de la película "Cao-Xa", de Pedro Mario Herrero, rodada en Vietnam. 
Debido a su avanzado estado de deterioro, fue clausurado a finales de los años 90.

### Actual teatro
Tras su cierre comenzó un proceso de rehabilitación integral para convertirlo en teatro. En el año 2000 tiene lugar su inauguración. Su aforo se redujo a 466 localidades para poder construir la caja escénica y dotarlo de los accesos necesarios, café, hall, varias aulas, camerinos, cabina de audiovisuales, etc. En el interior del teatro se conserva un piano de 1870 que se encontraba en el Teatro Pilar Duro, el primer teatro de la localidad, derribado en los años 70. El teatro tiene programación cinematográfica todas las semanas y teatral prácticamente todo el año, siendo sede de las Jornadas de Teatro de Langreo, las más veteranas de Asturias. Es una de las sedes del Circuito Asturiano de Artes Escénicas y es sede habitual de retransmisión en directo de las jornadas de ópera desde el Teatro Campoamor de Oviedo.

#### El nombre
Ante la falta de acuerdo entre las autoridades políticas y culturales de Langreo en el año 2000 sobre el nombre del teatro y las polémicas causadas por este hecho, se decidió que se llamase Nuevo Teatro de manera provisional, siendo también conociendo como el Maripeña. En 2025 se dotó al teatro de un nuevo nombre de manera oficial, en honor al autor local José León Delestal.